# 松江路站
松江路站是大连地铁1号线的地铁站，位于中国辽宁省大连市甘井子区山东路与松江路交叉口，于2015年10月30日开通。

## 车站结构
松江路站沿山东路南北设置，为地下二层岛式站台车站，车站长182.6米，标准段宽18.9米，车站地下一层为站厅层，地下二层为站台层，站台设置全高站台门。
| 地面              | 出入口 | A、B、D出入口                                                                                         |
| 地下一层          | 站厅   | 客服中心、自动售票机、验票机                                                                          |
| 地下二层          | 站台   | \| \| \| █ 1号线往姚家（千山路） \| \| 島式 · 開左邊车门 \| \| \| \| \| \| █ 1号线往河口（东纬路） \| |
|                   |        | █ 1号线往姚家（千山路）                                                                               |
| 島式 · 開左邊车门 |        | |
|                   |        | █ 1号线往河口（东纬路）                                                                               |

## 车站出口
松江路站目前开放3个出口，各出口及周围设施如下所示：
| 出口编号            | 照片 | 出口指示         | 建议前往的目的地                                                                   |
| ------------------- | ---- | ---------------- | ---------------------------------------------------------------------------------- |
| A · 出口 · （设有） |      | 山东路（东南侧） | 怡景园小区，大连市甘井子区人力资源与社会保障局，甘井子区松江路眼科门诊部，周北公园 |
| B · 出口            |      | 山东路（东北侧） | 大连市第二十二中学，大连市兴华小学，甘井子区妇幼保健院                             |
| D · 出口            |      | 山东路（西南侧） | 怡华园小区，松山材料装饰市场，甘井子区松江路小学                                   |
| 图例： 设有         |      |                  |                                                                                    |

## 接驳交通

### 公交车
- 兴华路：8路、19路、612路
- 松江路地铁站：514路
- 松江路：9路、38路、45路、413路、612路、1108路、1108路加车

## 车站历史
- 2014年5月，车站主体结构完工[3]。
- 2015年10月30日，车站随1号线一期通车开通[1]。